# İnegöl Belediyespor ve Gençlik Kulübü 2019-2020
Questa voce raccoglie le informazioni riguardanti l'İnegöl Belediyespor ve Gençlik Kulübü nelle competizioni ufficiali della stagione 2019-2020.

## Organigramma societario
Area direttiva
- Presidente: Alper Taban

Area tecnica
- Allenatore: Aykut Lale
- Allenatore in seconda: Bora Şensoy
- Scoutman: Aykut Aydın

## Rosa
| N° | Nome               | Ruolo | Data di nascita   | Nazionalità sportiva |
| -- | ------------------ | ----- | ----------------- | -------------------- |
| 3  | Berkan Bozan       | P     | 28 maggio 1991    | Turchia              |
| 4  | Fredric Gustavsson | O     | 7 marzo 1991      | Svezia               |
| 5  | Osmany Uriarte     | S     | 4 giugno 1995     | Cuba                 |
| 6  | Oğuzhan Doğruluk   | S     | 1º gennaio 1998   | Turchia              |
| 7  | Efe Er             | S     | 29 ottobre 1997   | Turchia              |
| 8  | Bertuğ Öndeş       | O     | 26 ottobre 1996   | Turchia              |
| 9  | Mert Güneş         | S     | 26 agosto 1995    | Turchia              |
| 10 | Turgay Doğan       | S     | 14 febbraio 1984  | Turchia              |
| 11 | Özgür Türkmen      | S     | 22 gennaio 1998   | Turchia              |
| 12 | Burakhan Tosun     | C     | 17 gennaio 1998   | Turchia              |
| 13 | Ali Sağır          | P     | 17 dicembre 1993  | Turchia              |
| 14 | Aleksandr Kovalëv  | O     | 12 novembre 1988  | Russia               |
| 14 | Ahmet Çetinkaya    | O     | 3 novembre 1999   | Turchia              |
| 15 | Can Ayvazoğlu      | L     | 14 settembre 1979 | Turchia              |
| 17 | Cüneyt Dağcı       | C     | 13 febbraio 1985  | Turchia              |
| 18 | Vefa Yılmaz        | P     | 24 aprile 1982    | Turchia              |
| 20 | Emre Tayaz         | C     | 20 marzo 1998     | Turchia              |

## Statistiche

### Statistiche di squadra
| Competizione     | Punti | In casa | In casa | In casa | In trasferta | In trasferta | In trasferta | Totale | Totale | Totale |
| Competizione     | Punti | G       | V       | P       | G            | V            | P            | G      | V      | P      |
| ---------------- | ----- | ------- | ------- | ------- | ------------ | ------------ | ------------ | ------ | ------ | ------ |
| Efeler Ligi      | 16    | 11      | 4       | 7       | 11           | 2            | 9            | 22     | 6      | 16     |
| Coppa di Turchia | -     | 1       | 1       | 0       | 1            | 0            | 1            | 2      | 1      | 1      |
| Totale           | -     | 12      | 5       | 7       | 12           | 2            | 10           | 24     | 7      | 17     |

G = partite giocate; V = partite vinte; P = partite perse

### Statistiche dei giocatori
| Giocatore     | Campionato | Campionato | Campionato | Campionato | Campionato | Coppa di Turchia | Coppa di Turchia | Coppa di Turchia | Coppa di Turchia | Coppa di Turchia | Totale | Totale | Totale | Totale | Totale |
| Giocatore     | P          | PT         | AV         | MV         | BV         | P                | PT               | AV               | MV               | BV               | P      | PT     | AV     | MV     | BV     |
| ------------- | ---------- | ---------- | ---------- | ---------- | ---------- | ---------------- | ---------------- | ---------------- | ---------------- | ---------------- | ------ | ------ | ------ | ------ | ------ |
| C. Ayvazoğlu  | 16         | 0          | 0          | 0          | 0          | 2                | 0                | 0                | 0                | 0                | 18     | 0      | 0      | 0      | 0      |
| B. Bozan      | 17         | 5          | 1          | 3          | 1          | 2                | 1                | 0                | 1                | 0                | 19     | 6      | 1      | 4      | 1      |
| A. Çetinkaya  | 3          | 5          | 5          | 0          | 0          | -                | -                | -                | -                | -                | 3      | 5      | 5      | 0      | 0      |
| C. Dağcı      | 22         | 81         | 47         | 31         | 3          | 1                | 3                | 2                | 1                | 0                | 23     | 84     | 49     | 32     | 3      |
| T. Doğan      | 9          | 14         | 12         | 1          | 1          | 0                | 0                | 0                | 0                | 0                | 9      | 14     | 12     | 1      | 1      |
| O. Doğruluk   | 21         | 213        | 172        | 29         | 12         | 2                | 19               | 14               | 2                | 3                | 23     | 232    | 186    | 31     | 15     |
| E. Er         | 21         | 5          | 2          | 0          | 3          | 2                | 0                | 0                | 0                | 0                | 23     | 5      | 2      | 0      | 3      |
| M. Güneş      | 15         | 44         | 38         | 6          | 0          | 2                | 2                | 2                | 0                | 0                | 17     | 46     | 40     | 6      | 0      |
| F. Gustavsson | 10         | 131        | 118        | 4          | 9          | -                | -                | -                | -                | -                | 10     | 131    | 118    | 4      | 9      |
| A. Kovalëv    | 7          | 85         | 76         | 8          | 1          | -                | -                | -                | -                | -                | 7      | 85     | 76     | 8      | 1      |
| B. Öndeş      | 20         | 86         | 66         | 13         | 7          | 2                | 31               | 25               | 4                | 2                | 22     | 117    | 91     | 17     | 9      |
| A. Sağır      | 11         | 22         | 14         | 8          | 0          | 1                | 0                | 0                | 0                | 0                | 12     | 22     | 14     | 8      | 0      |
| E. Tayaz      | 15         | 30         | 16         | 12         | 2          | 2                | 16               | 8                | 8                | 0                | 17     | 46     | 24     | 20     | 2      |
| B. Tosun      | 22         | 146        | 91         | 38         | 17         | 2                | 17               | 10               | 5                | 2                | 24     | 163    | 101    | 43     | 19     |
| Ö. Türkmen    | 4          | 0          | 0          | 0          | 0          | 0                | 0                | 0                | 0                | 0                | 4      | 0      | 0      | 0      | 0      |
| O. Uriarte    | 22         | 318        | 282        | 19         | 17         | 2                | 30               | 26               | 2                | 2                | 24     | 348    | 308    | 21     | 19     |
| V. Yılmaz     | 22         | 39         | 13         | 11         | 15         | 2                | 5                | 3                | 1                | 1                | 24     | 44     | 16     | 12     | 16     |

P = presenze; PT = punti totali; AV = attacchi vincenti; MV = muri vincenti; BV = battute vincenti